# Karl Friedrich Heinrich Bruchmann
Karl Friedrich Heinrich Bruchmann (Breslavia, 21 ottobre 1863 – 24 aprile 1919) è stato un filologo classico tedesco.

## Biografia
Dal 1881 al 1885 studiò filologia e storia all'Università di Breslavia, conseguendo il suo dottorato con una tesi intitolata De Apolline et graeca Minerva deis medicis. Dall'agosto 1888 fu insegnante presso il Königliches König-Wilhelms-Gymnasium di Breslavia.

## Opere
- Psychologische Studien zur Sprachgeschichte, 1888[2]
- Beiträge zur Ephoros--Kritik, 1890.
- Epitheta deorum quae apud poetas graecos leguntur, 1893.[3]